# Hylocereus stenopterus
Hylocereus stenopterus là một loài thực vật có hoa trong họ Cactaceae. Loài này được (F.A.C. Weber) Britton & Rose mô tả khoa học đầu tiên năm 1909.

## Hình ảnh

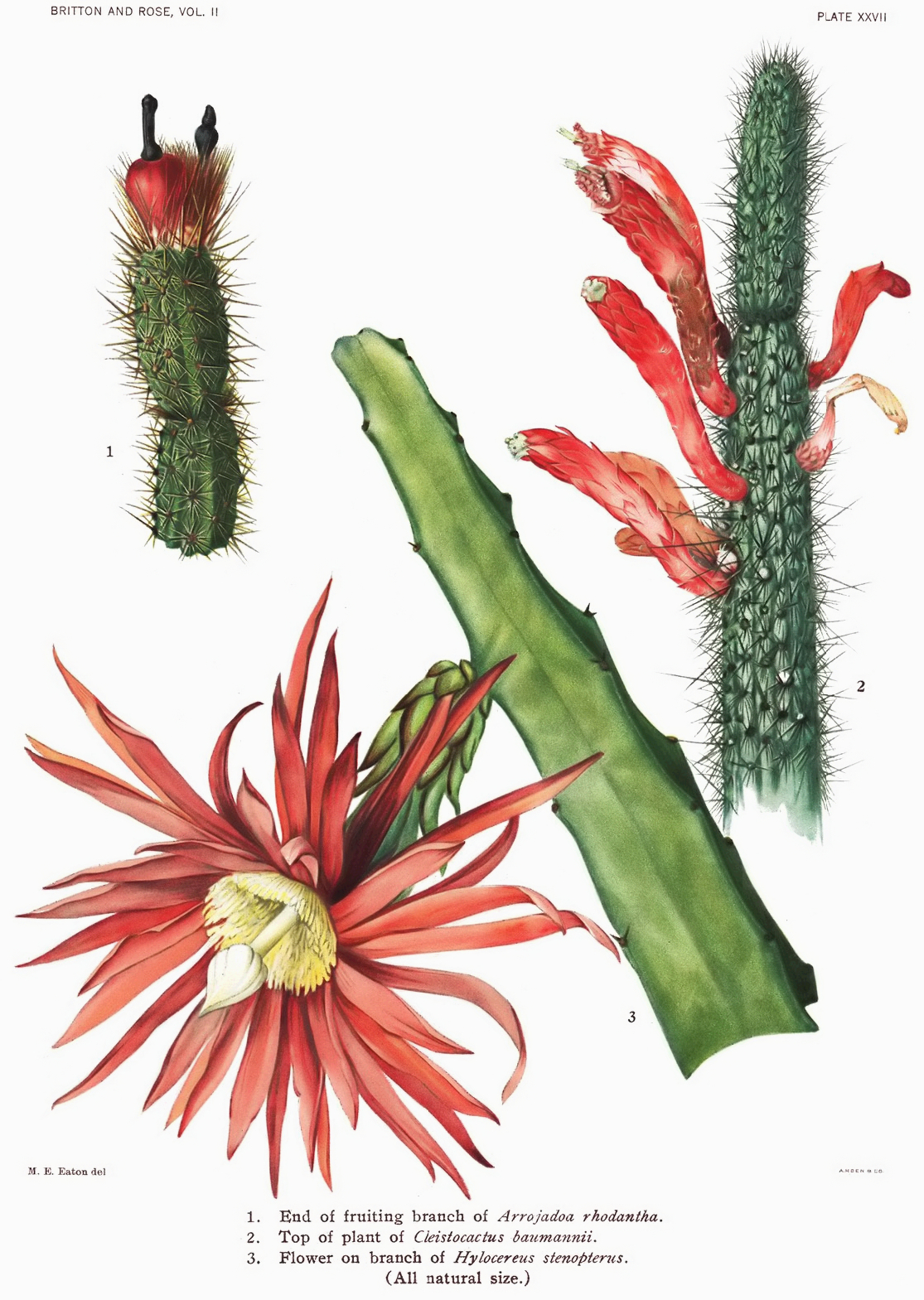